# Teorema de Isserlis
Na teoria da probabilidade, o teorema de Isserlis ou o teorema da probabilidade de Wick é uma fórmula que permite calcular momentos de ordem superior da distribuição normal multivariada em termos de sua matriz de covariância. É nomeado em homenagem a Leon Isserlis. Esse teorema é particularmente importante na física de partículas, onde é conhecido como teorema de Wick por conta do trabalho de Wick em 1950. Outras aplicações incluem a análise de retornos de portfólio, teoria quântica de campos e geração de ruído colorido.

## Declaração
Se {\displaystyle (X_{1},\dots X_{2n})} é um vetor aleatório normal multivariado com média de zero e, em seguida,
{\displaystyle {\begin{aligned}&\operatorname {E} [\,X_{1}X_{2}\cdots X_{2n}\,]=\sum \prod \operatorname {E} [\,X_{i}X_{j}\,]=\sum \prod \operatorname {Cov} (\,X_{i},X_{j}\,),\\&\operatorname {E} [\,X_{1}X_{2}\cdots X_{2n-1}\,]=0,\end{aligned}}}
onde a notação ∑ ∏ significa somar todas as formas distintas de particionamento X1, …, X2n em pares Xi,Xj e cada soma é o produto dos n pares.  Isso gera termos{\displaystyle (2n)!/(2^{n}n!)=(2n-1)!!}  na soma (ver fatorial duplo). Por exemplo, para momentos de quarta ordem (quatro variáveis), existem três termos. Para momentos de sexta ordem, existem 3 × 5 = 15 termos, e para momentos de oitava ordem, há 3 × 5 × 7 = 105 termos (como se pode verificar nos exemplos abaixo).
Em seu artigo original, Leon Isserlis prova esse teorema por indução matemática, generalizando a fórmula para os momentos de quarta ordem, que leva a aparência
{\displaystyle \operatorname {E} [\,X_{1}X_{2}X_{3}X_{4}\,]=\operatorname {E} [X_{1}X_{2}]\,\operatorname {E} [X_{3}X_{4}]+\operatorname {E} [X_{1}X_{3}]\,\operatorname {E} [X_{2}X_{4}]+\operatorname {E} [X_{1}X_{4}]\,\operatorname {E} [X_{2}X_{3}].}
Para momentos de sexta ordem, o teorema de Isserlis é:
{\displaystyle {\begin{aligned}&\operatorname {E} [X_{1}X_{2}X_{3}X_{4}X_{5}X_{6}]\\[5pt]={}&\operatorname {E} [X_{1}X_{2}]\operatorname {E} [X_{3}X_{4}]\operatorname {E} [X_{5}X_{6}]+\operatorname {E} [X_{1}X_{2}]\operatorname {E} [X_{3}X_{5}]\operatorname {E} [X_{4}X_{6}]+\operatorname {E} [X_{1}X_{2}]\operatorname {E} [X_{3}X_{6}]\operatorname {E} [X_{4}X_{5}]\\[5pt]&{}+\operatorname {E} [X_{1}X_{3}]\operatorname {E} [X_{2}X_{4}]\operatorname {E} [X_{5}X_{6}]+\operatorname {E} [X_{1}X_{3}]\operatorname {E} [X_{2}X_{5}]\operatorname {E} [X_{4}X_{6}]+\operatorname {E} [X_{1}X_{3}]\operatorname {E} [X_{2}X_{6}]\operatorname {E} [X_{4}X_{5}]\\[5pt]&{}+\operatorname {E} [X_{1}X_{4}]\operatorname {E} [X_{2}X_{3}]\operatorname {E} [X_{5}X_{6}]+\operatorname {E} [X_{1}X_{4}]\operatorname {E} [X_{2}X_{5}]\operatorname {E} [X_{3}X_{6}]+\operatorname {E} [X_{1}X_{4}]\operatorname {E} [X_{2}X_{6}]\operatorname {E} [X_{3}X_{5}]\\[5pt]&{}+\operatorname {E} [X_{1}X_{5}]\operatorname {E} [X_{2}X_{3}]\operatorname {E} [X_{4}X_{6}]+\operatorname {E} [X_{1}X_{5}]\operatorname {E} [X_{2}X_{4}]\operatorname {E} [X_{3}X_{6}]+\operatorname {E} [X_{1}X_{5}]\operatorname {E} [X_{2}X_{6}]\operatorname {E} [X_{3}X_{4}]\\[5pt]&{}+\operatorname {E} [X_{1}X_{6}]\operatorname {E} [X_{2}X_{3}]\operatorname {E} [X_{4}X_{5}]+\operatorname {E} [X_{1}X_{6}]\operatorname {E} [X_{2}X_{4}]\operatorname {E} [X_{3}X_{5}]+\operatorname {E} [X_{1}X_{6}]\operatorname {E} [X_{2}X_{5}]\operatorname {E} [X_{3}X_{4}].\end{aligned}}}